# Memecylon ligustrifolium
Memecylon ligustrifolium là một loài thực vật có hoa trong họ Mua. Loài này được Champ. ex Benth. mô tả khoa học đầu tiên năm 1852.